# Les Filles d'Olfa
Les Filles d'Olfa (em árabe: بنات ألفة, translit. Banāt Olfa) é um documentário em língua árabe de 2023 dirigido por Kaouther Ben Hania. Após o desaparecimento de duas filhas de mãe tunisiana, o cineasta convida atrizes profissionais para compensar a perda. O filme é uma coprodução internacional entre França, Tunísia, Alemanha e Arábia Saudita.
O filme concorreu à Palme d'Or no 76º Festival de Cinema de Cannes, onde teve sua estreia mundial em 19 de maio de 2023. Foi lançado na França em 5 de julho de 2023. Foi selecionado como a representante de Tunísia para o Oscar de melhor filme internacional na edição de 2024.

## Enredo
A tunisiana Olfa é mãe de quatro filhas. Um dia, suas duas filhas mais velhas desaparecem. Para preencher a lacuna deixada, a diretora de cinema Kaouther Ben Hania convida atrizes profissionais e aproxima o espectador das histórias de vida de Olfa e de suas filhas. O filme mistura documentário e ficção.

## Elenco
- Hend Sabri como Olfa
- Olfa Hamrouni
- Eya Chikahoui
- Tayssir Chikhaoui
- Nour Karoui como Rahma Chikhaoui
- Ichraq Matar como Ghofrane Chikhaoui
- Majd Mastoura

## Antecedentes
A tunisiana Olfa Hamrouni ganhou destaque internacional em abril de 2016, quando divulgou a radicalização de suas duas filhas adolescentes, Rahma e Ghofrane Chikhaoui. Ambas as adolescentes deixaram a Tunísia para lutar ao lado do Estado Islâmico (EI) na Líbia. Hamrouni criticou publicamente as autoridades tunisinas por não terem impedido a sua filha Rahma de deixar o país. Após a detenção das duas mulheres pelas forças líbias, as autoridades novamente não reagiram. Diz-se também que Hamrouni foi impedida de deixar o país para procurar sozinha as suas filhas na Líbia.

## Produção
O filme foi produzido por Nadim Cheikhrouha na Tanit Films, com sede em Paris; Habib Attia, da Cinétéléfilms, com sede em Túnis; Thanassis Karathanos e Martin Hampel, da Twenty Twenty Vision Filmproduktion GmbH, com sede em Berlim; e coproduzido pela Red Sea Film Festival Foundation, Zweites Deutsches Fernsehen/arte e Jour2Fête.

## Lançamento
Les Filles d'Olfa foi selecionado para competir pela Palme d'Or no Festival de Cinema de Cannes de 2023, onde teve sua estreia mundial em 19 de maio de 2023. Esta é a segunda participação de uma produção da Tunísia na competição principal de Cannes desde o longa-metragem de Abdellatif Ben Ammar, Une si simple histoire, em 1970. O filme foi lançado nos cinemas na França pela Jour2Fête em 5 de julho de 2023. Foi lançado na Tunísia em 20 de setembro de 2023 pela HAKKA Distribution. Também foi convidado para o 28º Festival Internacional de Cinema de Busan na seção 'Documentary Showcase' e exibido em outubro de 2023.
A Kino Lorber deu ao filme um lançamento limitado nos cinemas nos Estados Unidos em 27 de outubro de 2023.